# Attheyella yemanjae
Attheyella yemanjae е вид челюстнокрако от семейство Canthocamptidae. Видът не е застрашен от изчезване.

## Разпространение и местообитание
Разпространен е в Бразилия.
Обитава сладководни басейни и морета.